# La Trinité-sur-Mer
La Trinité-sur-Mer / An Drinded-Karnag là một xã trong tỉnh Morbihan, thuộc vùng hành chính Bretagne của nước Pháp, có dân số là 1530 người (thời điểm 1999).

## Nhân khẩu học
| 1962  | 1968  | 1975  | 1982  | 1990  | 1999  |
| ----- | ----- | ----- | ----- | ----- | ----- |
| 1.527 | 1.530 | 1.404 | 1.477 | 1.433 | 1.530 |